# Colômbia nos Jogos Pan-Americanos de 1983
A Colômbia competiu nos Jogos Pan-Americanos de 1983 em Caracas, Venezuela, de 14 a 29 de agosto de 1983. Conquistou 21 medalhas nesta edição.